# 全仏オープン女子ダブルス優勝者一覧
全仏オープン女子ダブルス優勝者一覧（ぜんぶつオープンじょしダブルスゆうしょうしゃいちらん）は、全仏オープン女子ダブルスにおける優勝者の一覧である。
- 全仏オープン公式サイトには、すべてのダブルスは優勝ペアしか掲載されていないため、準優勝者の名前と試合結果（スコア）はジャズスポーツのサイト  を参考にした。なお、1924年以前（国際大会になる前、出場資格がフランス人選手のみに限定されていた時代）の記録については、全仏オープン公式サイトで優勝ペアは調べられるが、他のサイトで準優勝者やスコアを調べられるものは見当たらず、空欄のままにしてある。また、最初期の選手はフルネームも記録に残っていない人が多い。

- 1941年から1945年まで、同じローラン・ギャロスで行われたen:Tournoi de Franceと呼ばれた大会が存在した。ヴィシー政権下で行われたこれらの大会は、全仏オープンの主催者であるフランステニス連盟（FFT）やその他の主な機関からは認知されていない。

| 年          | 優勝者                                                      | 準優勝者                                                | 試合結果 （スコア） | 備考                                            |
| ----------- | ----------------------------------------------------------- | ------------------------------------------------------- | ------------------- | ----------------------------------------------- |
| 1907年      | フランソワーズ・マッソン Y・ド・プフェッフエル              |                                                         |                     |                                                 |
| 1908年      | ケイト・フェンウィック C・マシー                            |                                                         |                     |                                                 |
| 1909年      | ジャンヌ・マシー デイジー・スペランザ                       |                                                         |                     |                                                 |
| 1910年      | ジャンヌ・マシー デイジー・スペランザ                       |                                                         |                     |                                                 |
| 1911年      | ジャンヌ・マシー デイジー・スペランザ                       |                                                         |                     |                                                 |
| 1912年      | ジャンヌ・マシー デイジー・スペランザ                       |                                                         |                     |                                                 |
| 1913年      | ブランシ・アンブラール スザンヌ・アンブラール               |                                                         |                     |                                                 |
| 1914年      | ブランシ・アンブラール スザンヌ・アンブラール               |                                                         |                     |                                                 |
| 1915年-19年 | 大会開催なし                                                | 大会開催なし                                            | 大会開催なし        | 大会開催なし                                    |
| 1920年      | スザンヌ・ランラン エリザベス・ダイアン                     |                                                         |                     |                                                 |
| 1921年      | スザンヌ・ランラン F・ピジェロン                            |                                                         |                     |                                                 |
| 1922年      | スザンヌ・ランラン F・ピジェロン                            |                                                         |                     |                                                 |
| 1923年      | スザンヌ・ランラン ジュリー・ブラスト                       |                                                         |                     |                                                 |
| 1924年      | マルグリット・ブロクディス イボンヌ・ブルジョワ             |                                                         |                     | この年まで、出場資格はフランス人選手に限定      |
| 1925年      | スザンヌ・ランラン ジュリー・ブラスト                       | キティ・マッケイン イブリン・コリヤー                   | 6-1 9-11 6-2        | この年から国際大会になる                        |
| 1926年      | スザンヌ・ランラン ジュリー・ブラスト                       | キティ・ゴッドフリー イブリン・コリヤー                 | 6-1 6-1             |                                                 |
| 1927年      | ボビー・ハイネ アイリーン・ピーコック                       | ペギー・ソーンダース フィービ・ワトソン                 | 6-2 6-1             |                                                 |
| 1928年      | アイリーン・ベネット フィービ・ワトソン                     | スザンヌ・ディーブ シルビア・ラフォリー                 | 6-0 6-2             |                                                 |
| 1929年      | コルネリア・ボウマン リリ・デ・アルバレス                   | ボビー・ハイネ アリダ・ニーブ                           | 7-5 6-3             |                                                 |
| 1930年      | ヘレン・ウィルス・ムーディ エリザベス・ライアン             | シモーヌ・マチュー シモーヌ・バルビエ                   | 6-3 6-1             |                                                 |
| 1931年      | アイリーン・ベネット ベティ・ナットール                     | シリー・アウセム エリザベス・ライアン                   | 9-7 6-2             |                                                 |
| 1932年      | ヘレン・ウィルス・ムーディ エリザベス・ライアン             | アイリーン・ベネット ベティ・ナットール                 | 6-1 6-3             |                                                 |
| 1933年      | シモーヌ・マチュー エリザベス・ライアン                     | コレット・ロザンベール シルビ・アンロタン               | 6-1 6-3             |                                                 |
| 1934年      | シモーヌ・マチュー エリザベス・ライアン                     | ヘレン・ジェイコブス サラ・ポールフリー                 | 3-6 6-4 6-2         |                                                 |
| 1935年      | マーガレット・スクリブン ケイ・スタマーズ                   | ヒルデ・スパーリング イダ・アダモフ                     | 6-4 6-0             |                                                 |
| 1936年      | シモーヌ・マチュー ビリー・ヨーク                           | ヤドヴィガ・イェンジェヨフスカ スーザン・ノエル         | 2-6 6-4 6-4         |                                                 |
| 1937年      | シモーヌ・マチュー ビリー・ヨーク                           | ドロシー・アンドルース シルビ・アンロタン               | 3-6 6-2 6-2         |                                                 |
| 1938年      | シモーヌ・マチュー ビリー・ヨーク                           | アーレット・ハルフ ネリー・ランドリー                   | 6-3 6-3             |                                                 |
| 1939年      | シモーヌ・マチュー ヤドヴィガ・イェンジェヨフスカ           | アリス・フロリアン ヘラ・コバッチ                       | 7-5 7-5             |                                                 |
| 1940年-45年 | 大会開催なし                                                | 大会開催なし                                            | 大会開催なし        | 大会開催なし                                    |
| 1946年      | ルイーズ・ブラフ マーガレット・オズボーン                   | ドリス・ハート ポーリーン・ベッツ                       | 6-4 0-6 6-1         |                                                 |
| 1947年      | ルイーズ・ブラフ マーガレット・オズボーン                   | ドリス・ハート パトリシア・カニング・トッド             | 7-5 6-2             |                                                 |
| 1948年      | ドリス・ハート パトリシア・カニング・トッド                 | シャーリー・フライ メアリー・アーノルド・プレンティス   | 6-4 6-2             |                                                 |
| 1949年      | ルイーズ・ブラフ マーガレット・オズボーン・デュポン         | ジョイ・ギャノン ベティ・ヒルトン                       | 7-5 6-1             |                                                 |
| 1950年      | ドリス・ハート シャーリー・フライ                           | ルイーズ・ブラフ マーガレット・オズボーン・デュポン     | 1-6 7-5 6-2         |                                                 |
| 1951年      | ドリス・ハート シャーリー・フライ                           | ベリル・バーレット バーバラ・スコフィールド             | 10-8 6-3            |                                                 |
| 1952年      | ドリス・ハート シャーリー・フライ                           | ヘイゼル・レディック・スミス ジュリー・ウィップリンガー | 7-5 6-1             |                                                 |
| 1953年      | ドリス・ハート シャーリー・フライ                           | モーリーン・コノリー ジュリア・サンプソン               | 6-4 6-3             |                                                 |
| 1954年      | モーリーン・コノリー ネル・ホップマン                       | モード・ガルティエ スザンヌ・シュミット                 | 7-5 4-6 6-0         |                                                 |
| 1955年      | ダーリーン・ハード ベバリー・フライツ                       | シャーリー・ブルーマー パトリシア・ウォード             | 7-5 6-8 13-11       |                                                 |
| 1956年      | アリシア・ギブソン アンジェラ・バクストン                   | ダーリーン・ハード ドロシー・ヘッド・ノード             | 6-8 8-6 6-1         |                                                 |
| 1957年      | ダーリーン・ハード シャーリー・ブルーマー                   | ヨラ・ラミレス ロージー・レイズ                         | 7-5 4-6 7-5         |                                                 |
| 1958年      | ヨラ・ラミレス ロージー・レイズ                             | テルマ・コイン・ロング メアリー・ベヴィス・ホートン     | 6-4 7-5             |                                                 |
| 1959年      | レネ・シュールマン サンドラ・レイノルズ                     | ヨラ・ラミレス ロージー・レイズ                         | 2-6 6-0 6-1         |                                                 |
| 1960年      | ダーリーン・ハード マリア・ブエノ                           | アン・ヘイドン パトリシア・ウォード                     | 6-2 7-5             |                                                 |
| 1961年      | レネ・シュールマン サンドラ・レイノルズ                     | ダーリーン・ハード マリア・ブエノ                       | 不戦勝              |                                                 |
| 1962年      | レネ・シュールマン サンドラ・レイノルズ                     | マーガレット・スミス ユスチナ・ブリッカ                 | 6-4 6-4             |                                                 |
| 1963年      | レネ・シュールマン アン・ヘイドン＝ジョーンズ               | マーガレット・スミス ロビン・エバーン                   | 7-5 6-4             |                                                 |
| 1964年      | マーガレット・スミス レスリー・ターナー                     | ノルマ・ベイロン ヘルガ・シュルツェ                     | 6-3 6-1             |                                                 |
| 1965年      | マーガレット・スミス レスリー・ターナー                     | フランソワーズ・デュール ジャニヌ・リーフリッヒ         | 6-3 6-1             |                                                 |
| 1966年      | マーガレット・スミス ジュディ・テガート                     | ジル・ブラックマン フェイ・トイン                       | 4-6 6-1 6-1         |                                                 |
| 1967年      | フランソワーズ・デュール ゲイル・シェリフ                   | アネッテ・バン・ジル パトリシア・ウォークデン           | 6-2 6-2             |                                                 |
| 1968年      | フランソワーズ・デュール アン・ヘイドン＝ジョーンズ         | ビリー・ジーン・キング ロージー・カザルス               | 7-5 4-6 6-4         | この年からオープン化、プロ選手解禁              |
| 1969年      | フランソワーズ・デュール アン・ヘイドン＝ジョーンズ         | マーガレット・コート ナンシー・リッチー                 | 6-0 4-6 7-5         |                                                 |
| 1970年      | フランソワーズ・デュール ゲイル・シェリフ                   | ビリー・ジーン・キング ロージー・カザルス               | 6-1 3-6 6-3         |                                                 |
| 1971年      | フランソワーズ・デュール ゲイル・シェリフ                   | ヘレン・グーレイ ケリー・ハリス                         | 6-4 6-1             |                                                 |
| 1972年      | ビリー・ジーン・キング ベティ・ストーブ                     | クリスティン・トルーマン ウィニー・ショー               | 6-1 6-2             |                                                 |
| 1973年      | マーガレット・コート バージニア・ウェード                   | フランソワーズ・デュール ベティ・ストーブ               | 6-2 6-3             |                                                 |
| 1974年      | クリス・エバート オルガ・モロゾワ                           | カーチャ・エビングハウス ゲイル・シェリフ               | 6-4 2-6 6-1         |                                                 |
| 1975年      | クリス・エバート マルチナ・ナブラチロワ                     | ジュリー・アンソニー オルガ・モロゾワ                   | 6-3 6-2             |                                                 |
| 1976年      | フィオレラ・ボニセジ ゲイル・シェリフ                       | キャスリーン・ハーター ヘルガ・マストホフ               | 6-4 1-6 6-3         |                                                 |
| 1977年      | レジナ・マルシコワ パム・ティーガーデン                     | ヘレン・グーレイ・コーリー レイニ・フォックス           | 5-7 6-4 6-2         |                                                 |
| 1978年      | ミマ・ヤウソベッツ バージニア・ルジッチ                     | レスリー・ターナー ゲイル・シェリフ                     | 5-7 6-4 8-6         |                                                 |
| 1979年      | ウェンディ・ターンブル ベティ・ストーブ                     | フランソワーズ・デュール バージニア・ウェード           | 2-6 7-5 6-4         |                                                 |
| 1980年      | キャシー・ジョーダン アン・スミス                           | イバンナ・マドルガ アドリアーナ・ビラグラン             | 6-1 6-0             |                                                 |
| 1981年      | ロザリン・フェアバンク ターニャ・ハーフォード               | ポーラ・スミス キャンディ・レイノルズ                   | 6-1 6-3             |                                                 |
| 1982年      | マルチナ・ナブラチロワ アン・スミス                         | ウェンディ・ターンブル ロージー・カザルス               | 6-3 6-4             |                                                 |
| 1983年      | ロザリン・フェアバンク キャンディ・レイノルズ               | キャシー・ジョーダン アン・スミス                       | 5-7 7-5 6-2         |                                                 |
| 1984年      | マルチナ・ナブラチロワ パム・シュライバー                   | クラウディア・コーデ＝キルシュ ハナ・マンドリコワ       | 5-7 6-3 6-2         | ナブラチロワ&シュライバー組の年間グランドスラム |
| 1985年      | マルチナ・ナブラチロワ パム・シュライバー                   | クラウディア・コーデ＝キルシュ ヘレナ・スコバ           | 4-6 6-2 6-2         |                                                 |
| 1986年      | マルチナ・ナブラチロワ アンドレア・テメシュバリ             | シュテフィ・グラフ ガブリエラ・サバティーニ             | 6-1 6-2             |                                                 |
| 1987年      | マルチナ・ナブラチロワ パム・シュライバー                   | シュテフィ・グラフ ガブリエラ・サバティーニ             | 6-2 6-1             |                                                 |
| 1988年      | マルチナ・ナブラチロワ パム・シュライバー                   | クラウディア・コーデ＝キルシュ ヘレナ・スコバ           | 6-2 7-5             |                                                 |
| 1989年      | ラリサ・サブチェンコ ナターシャ・ズベレワ                   | シュテフィ・グラフ ガブリエラ・サバティーニ             | 6-4 6-4             |                                                 |
| 1990年      | ヘレナ・スコバ ヤナ・ノボトナ                               | ラリサ・ネーランド ナターシャ・ズベレワ                 | 6-4 7-5             |                                                 |
| 1991年      | ジジ・フェルナンデス ヤナ・ノボトナ                         | ラリサ・ネーランド ナターシャ・ズベレワ                 | 6-4 6-0             |                                                 |
| 1992年      | ジジ・フェルナンデス ナターシャ・ズベレワ                   | アランチャ・サンチェス・ビカリオ コンチタ・マルティネス | 6-3 6-2             |                                                 |
| 1993年      | ジジ・フェルナンデス ナターシャ・ズベレワ                   | ラリサ・ネーランド ヤナ・ノボトナ                       | 6-3 7-5             |                                                 |
| 1994年      | ジジ・フェルナンデス ナターシャ・ズベレワ                   | リンゼイ・ダベンポート リサ・レイモンド                 | 6-2 6-2             |                                                 |
| 1995年      | ジジ・フェルナンデス ナターシャ・ズベレワ                   | アランチャ・サンチェス・ビカリオ ヤナ・ノボトナ         | 6-7 6-4 7-5         |                                                 |
| 1996年      | リンゼイ・ダベンポート メアリー・ジョー・フェルナンデス     | ジジ・フェルナンデス ナターシャ・ズベレワ               | 6-2 6-1             |                                                 |
| 1997年      | ジジ・フェルナンデス ナターシャ・ズベレワ                   | メアリー・ジョー・フェルナンデス リサ・レイモンド       | 3-6 6-4 6-1         |                                                 |
| 1998年      | マルチナ・ヒンギス ヤナ・ノボトナ                           | リンゼイ・ダベンポート ナターシャ・ズベレワ             | 6-1 7-6             |                                                 |
| 1999年      | ビーナス・ウィリアムズ セリーナ・ウィリアムズ               | マルチナ・ヒンギス アンナ・クルニコワ                   | 6-3 6-7 8-6         |                                                 |
| 2000年      | マルチナ・ヒンギス マリー・ピエルス                         | ビルヒニア・ルアノ・パスクアル パオラ・スアレス         | 6-2 6-4             |                                                 |
| 2001年      | ビルヒニア・ルアノ・パスクアル パオラ・スアレス             | コンチタ・マルティネス エレナ・ドキッチ                 | 6-2 6-1             |                                                 |
| 2002年      | ビルヒニア・ルアノ・パスクアル パオラ・スアレス             | リサ・レイモンド レネ・スタブス                         | 6-4 6-2             |                                                 |
| 2003年      | 杉山愛 キム・クライシュテルス                               | ビルヒニア・ルアノ・パスクアル パオラ・スアレス         | 6-7 6-2 9-7         |                                                 |
| 2004年      | ビルヒニア・ルアノ・パスクアル パオラ・スアレス             | スベトラーナ・クズネツォワ エレーナ・リホフツェワ       | 6-0 6-3             |                                                 |
| 2005年      | ビルヒニア・ルアノ・パスクアル パオラ・スアレス             | リーゼル・フーバー カーラ・ブラック                     | 4-6 6-3 6-3         |                                                 |
| 2006年      | リサ・レイモンド サマンサ・ストーサー                       | 杉山愛 ダニエラ・ハンチュコバ                           | 6-3 6-2             |                                                 |
| 2007年      | アリシア・モリク マラ・サンタンジェロ                       | 杉山愛 カタリナ・スレボトニク                           | 7-6 6-4             |                                                 |
| 2008年      | ビルヒニア・ルアノ・パスクアル アナベル・メディナ・ガリゲス | フランチェスカ・スキアボーネ ケーシー・デラクア         | 2-6 7-5 6-4         |                                                 |
| 2009年      | ビルヒニア・ルアノ・パスクアル アナベル・メディナ・ガリゲス | ビクトリア・アザレンカ エレーナ・ベスニナ               | 6-1 6-1             |                                                 |
| 2010年      | ビーナス・ウィリアムズ セリーナ・ウィリアムズ               | クベタ・ペシュケ カタリナ・スレボトニク                 | 6-2 6-3             |                                                 |
| 2011年      | アンドレア・フラバーチコバ ルーシー・ハラデツカ             | サニア・ミルザ エレーナ・ベスニナ                       | 6–4 6–3             |                                                 |
| 2012年      | サラ・エラニ ロベルタ・ビンチ                               | マリア・キリレンコ ナディア・ペトロワ                   | 4-6 6-4 6-2         |                                                 |
| 2013年      | エカテリーナ・マカロワ エレーナ・ベスニナ                   | サラ・エラニ ロベルタ・ビンチ                           | 7-5 6-2             |                                                 |
| 2014年      | 謝淑薇 彭帥                                                 | サラ・エラニ ロベルタ・ビンチ                           | 6-4 6-1             |                                                 |
| 2015年      | ベサニー・マテック＝サンズ ルーシー・サファロバ             | ケーシー・デラクア ヤロスラワ・シュウェドワ             | 3-6 6-4 6-2         |                                                 |
| 2016年      | キャロリン・ガルシア クリスティナ・ムラデノビッチ           | エカテリーナ・マカロワ エレーナ・ベスニナ               | 6–3 2–6 6–4         |                                                 |
| 2017年      | ベサニー・マテック＝サンズ ルーシー・サファロバ             | アシュリー・バーティ ケーシー・デラクア                 | 6-2 6-1             |                                                 |
| 2018年      | バルボラ・クレチコバ カテリナ・シニアコバ                   | 穂積絵莉 二宮真琴                                       | 6-3 6-3             |                                                 |
| 2019年      | クリスティナ・ムラデノビッチ ティメア・バボシュ             | 鄭賽賽 段瑩瑩                                           | 6-2 6-3             |                                                 |
| 2020年      | クリスティナ・ムラデノビッチ ティメア・バボシュ             | アレクサ・グアラチー デシラエ・クラウチェク             | 6-4 7-5             |                                                 |
| 2021年      | バルボラ・クレイチコバ カテリナ・シニャコバ                 | ベサニー・マテック＝サンズ イガ・シフィオンテク         | 6-4 6-2             |                                                 |
| 2022年      | クリスティナ・ムラデノビッチ キャロリン・ガルシア           | ジェシカ・ペグラ コリ・ガウフ                           | 2-6 6-3 6-2         |                                                 |
| 2023年      | 謝淑薇 王欣瑜                                               | テーラー・タウンゼント レイラ・フェルナンデス           | 1–6 7–6(7–5) 6-1    |                                                 |
| 2023年      | 謝淑薇 王欣瑜                                               | テーラー・タウンゼント レイラ・フェルナンデス           | 1–6 7–6(7–5) 6-1    |                                                 |
| 2024年      | カテリナ・シニャコバ コリ・ガウフ                           | サラ・エラニ ジャスミン・パオリーニ                     | 7–6(7–5) 6-3        |                                                 |
| 2025年      | サラ・エラニ ジャスミン・パオリーニ                         | アレクサンドラ・クルニッチ アンナ・ダニリナ             | 6–4 2-6 6-1         |                                                 |